# Astrid Nijgh
Astrid Maria de Backer, beter bekend als Astrid Nijgh (Amsterdam, 16 april 1949), is een Nederlands zangeres en componiste. Ze is een contra-alt. In 1974 had ze in Nederland een hit met het lied Ik doe wat ik doe. Haar eerste echtgenoot was Lennaert Nijgh, met wie ze ook na hun echtscheiding veel samenwerkte.

## Biografie
Nijgh volgde vanaf haar dertiende een zangopleiding bij de bekende zangpedagoge Bep Ogterop. In folkclub De Waag in Haarlem ontmoette zij Lennaert Nijgh, met wie zij op 11 september 1968 trouwde. Toen Boudewijn de Groot en Lennaert uit elkaar groeiden, ging Nijgh muziek schrijven bij de teksten van Lennaert. Veel artiesten vertolkten nummers van het echtpaar Nijgh, onder wie Rob de Nijs, Adèle Bloemendaal, Gerard Cox, Leen Jongewaard en Jenny Arean. Zelf nam Nijgh begin jaren 70 onder de naam Astrid een Engelstalige single op: Do it / Buildings. Na tweeënhalf jaar huwelijk ging het echtpaar uit elkaar, maar zij bleven samen liedjes schrijven.
In 1973 bracht Nijgh zelf het nummer Ik doe wat ik doe op single uit. Vanwege duidelijke verwijzingen naar de prostitutie wekte dit nummer veel commotie. Het nummer bereikte de zesde plaats in de Nederlandse Top 40. Haar zangcarrière nam vanaf dat moment een hoge vlucht en ze bracht een album uit (Mensen zijn je beste vrienden). Er volgden nog drie hitnoteringen. In 1979 nam Nijgh, weer in samenwerking met Lennaert, het album 'De Razende Bol' op. Hier staan klassieke zeemansliederen op, waarvan de teksten door Lennaert bewerkt werden. Ze werd op dit album begeleid door Crackerhash.
Ondertussen was Nijgh, hoewel ze uit de kast was gekomen als lesbienne, in september 1977 getrouwd met de homoseksuele Ad van Besouw, uitbater van het Amsterdamse homocafé Amstel Taveerne. Het was letterlijk een "show-huwelijk", dat in de media breed werd uitgemeten. Nijgh schreef in datzelfde jaar het nummer In de Amstel Taveerne, dat door Manfred Langer gezongen en als single uitgebracht werd. In 2021 liet Nijgh weten dat dit huwelijk de grootste fout van haar leven was en dat Van Besouw en Langer "haar leven vergald" hadden.
Voor haar vierde album Zelfportret uit 1980 schreef Nijgh bijna al haar teksten zelf. Ze speelde een rol in de film Lieve jongens, naar het boek van Gerard Reve. In 1984 nam ze nog twee singles op, waaronder een Italiaanse. Hierna richtte ze zich meer op het schrijven en produceren. Ze werkte onder anderen met Tante Ali, André Hazes en Ria Valk.
In 1990 trad Nijgh op zondagmiddagen op in de voormalige Haarlemse Jazzclub. In 1992 kwam ze met het theaterprogramma Nijgh zingt Nijgh. De cd Ik doe wat ik doe verscheen met nieuwe versies van oude nummers. Ook presenteerde ze het radioprogramma Tekst en Muziek voor Radio Noordzee tot 1997. In 1993 bracht Telstar het album Astrid Nijgh zingt Zarah Leander uit. Hierop werkte zij weer samen met haar ex-man Lennaert. Daarnaast was ze gastdocent aan de Amsterdamse Toneel & Kleinkunstacademie. In 1997 presenteerde ze het Radio 2-programma Dag Zondag dat ze in 1999 verruilde voor het programma Koffietijd Radio van Radio Monique. Dit laatste programma presenteerde ze afwisselend met Tineke de Nooij.
In 2004 trad Nijgh op in het theaterprogramma als eerbetoon aan de inmiddels overleden Lennaert Nijgh. Daarnaast schreef ze teksten voor onder meer Saskia & Serge. In het theaterprogramma Een schitterende jongen (een cabareteske reis door de tijd in de strijd voor de homo-emancipatie) trad ze samen met onder anderen Harry Slinger (Drukwerk) en Lucie de Lange op in 2004. Hierbij werden nummers uitgevoerd van onder meer Purper, Jan Rot, Benny Neyman, Paul de Leeuw, Annie M.G. Schmidt en Nijgh zelf. Voor Theatergroep Plug-In schreef Nijgh een stuk over IJmuiden gelardeerd met de liederen van Cornelis Vreeswijk. Het werd in juni 2005 viermaal gespeeld in het Witte Theater te IJmuiden. In oktober 2005 ging de voorstelling 'Nachtlied' van Jan Rot in première. Nijgh trad hierin op samen met Bill van Dijk, Hans Zilver, Jakob Klaasse en Sandra Mirabal en Jan Rot zelf. Ze zong hierin Nederlandse hertalingen van onder andere Le Moribond, La Vie en Rose, Spanish Harlem en Après toi. Op 3 december 2007 bracht Nijgh het album Tegen het lijf uit. Tevens toerde ze met een gelijknamig theaterprogramma door Nederland. In de zomer van 2008 deed ze ook een aantal optredens bij het reizend theaterfestival Karavaan. Het najaar van 2009 wachtte De Palingvissers, waarin de grootste operasuccessen zijn bewerkt tot een oer-Hollandse musical die zich afspeelt in Volendam en waarin ze de rol van de tragische Leila vertolkt.
In het voorjaar van 2010 ging ze samen met Liliane Saint-Pierre, Sophie Van Everdingen en Frank Dingenen op tournee door Vlaanderen. Ze brachten het programma Hij komt, hij is er en hij gaat. Ook speelde zij in april 2010 weer de succesvolle voorstelling Een schitterende jongen. Samen met Alberto Klein Goldewijk was zij het enige oorspronkelijke lid van de groep. Dit keer speelde ze met Brigitte Nijman, Stan Limburg, Victor Mentink en Lesley Korpos. Op 23 januari 2013 nam ze deel aan het tv-programma Ali B op volle toeren. Ze maakte met haar lied Wonder een remake van Baby go down van rapper Sjaak.

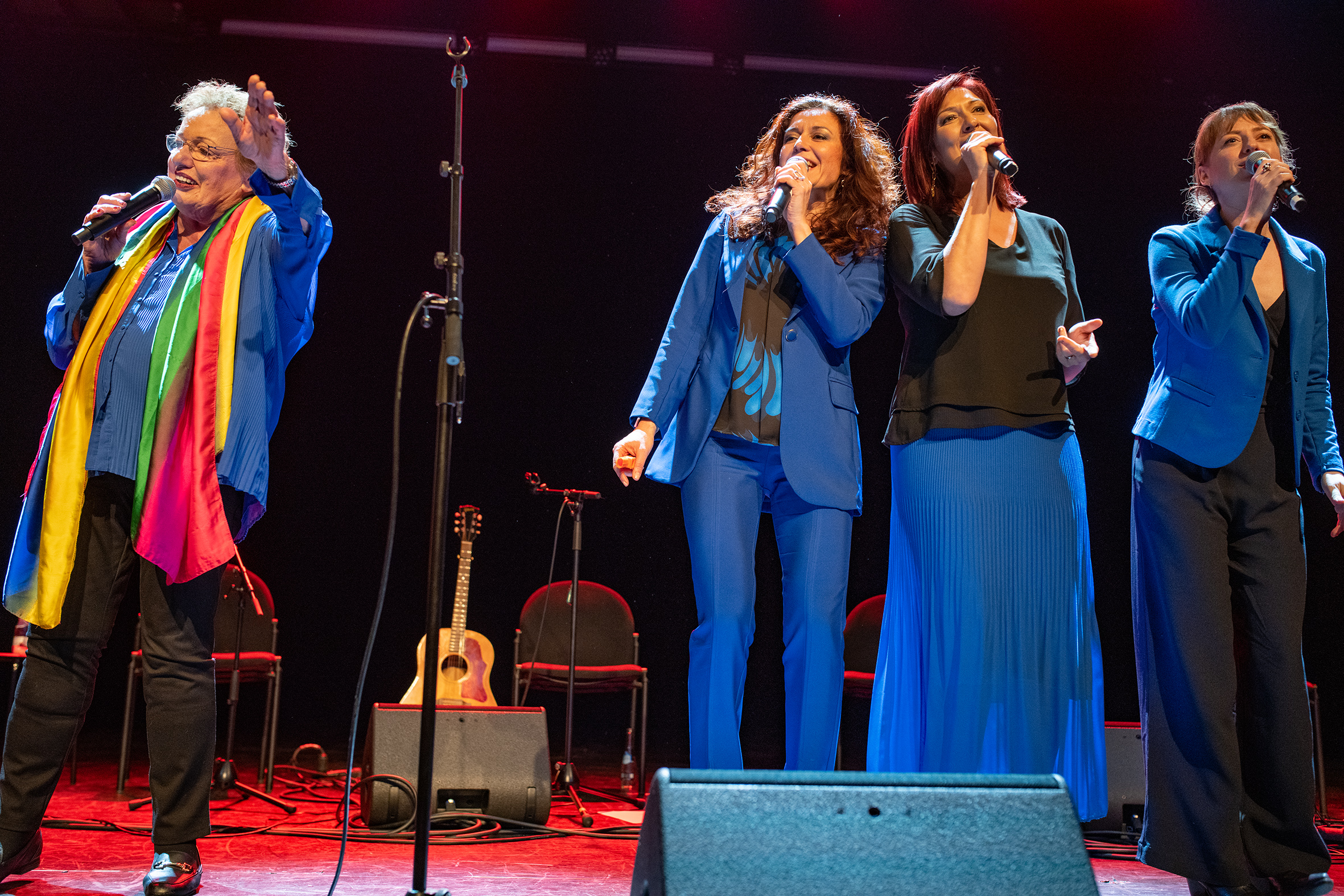
Nijghse vrouwen

In 2015 ging ze op tournee met Nijghse vrouwen, met repertoire bestaande uit, soms licht aangepaste, teksten van Lennaert Nijgh. De groep was samengesteld uit Nijgh (zang en gitaar), Amaryllis Temmerman (zang), Sabien Tiels (zang en piano) en Riet Muylaert (zang en slagwerk). Peter Verhaegen (contrabas) en Jan Van Looy (piano) zorgden voor de muzikale begeleiding.
In 2016 stond ze met Barrie Stevens, Saskia van Zutphen en Martin van Dijk in de Krasse Knarren Revue. In 2017 publiceerde ze bij uitgeverij Conserve de verhalenbundel Varen met de jonge Jacob. In 2018 volgde het theaterconcert Door de overlevenden met Lennaert Maes (zang en gitaar), Stoomboot (zang en gitaar), Andries Boone (viool) en Peter Verhaegen (contrabas). In 2021 kwamen de Nijghse vrouwen weer bijeen. Riet Muylaert werd vervangen door Stephanie Struijk.
Op 18 juni 2022 trad ze op in het tv-programma Even tot hier van Jeroen Woe en Niels van der Laan. Ze zong een bewerkte tekst van het lied Ik doe wat ik doe met de titel Ik doe wat ik deed over de terugkeer naar het normale leven na corona. Na afloop van de tv-uitzending was Nijgh 'trending topic' op internet en werd de clip binnen een paar dagen meer dan 30.000 keer bekeken. Op 27 juni 2022 zong ze tijdens de Avond van de Kleinkunst en gaf zangeres Stephanie Louwrier een muzikaal antwoord op Ik doe wat ik doe.
Nijgh woont samen met haar vriendin in Spijkenisse.

## Discografie

### Singles
| Single met eventuele hitnotering(en) in de Nederlandse Top 40 | Datum van verschijnen | Datum van binnenkomst | Hoogste positie | Aantal weken | Opmerkingen |
| ------------------------------------------------------------- | --------------------- | --------------------- | --------------- | ------------ | ----------- |
| Ik doe wat ik doe                                             |                       | 1-12-1973             | 6               | 12           |             |
| De nacht                                                      |                       | 20-4-1974             | 19              | 5            |             |
| Mensen zijn je beste vrienden                                 |                       | 21-9-1974             | 28              | 3            |             |
| Alleen is maar alleen                                         |                       | 10-4-1976             | 28              | 4            |             |
| Zingeman                                                      |                       | 23-4-1977             | tip             |              |             |

### Albums
- 1974 - Mensen zijn je beste vrienden
- 1976 - In het teken van de ram
- 1979 - De razende bol (in 2000 op cd heruitgegeven bij het boek Ik doe wat ik doe van Lennaert Nijgh)
- 1979 - Het beste van Astrid Nijgh
- 1980 - Zelfportret
- 1992 - Ik doe wat ik doe
- 1993 - Astrid Nijgh zingt Zarah Leander
- 2007 - Tegen het lijf
- 2015 - Nijghse vrouwen (samen met Riet Muylaert, Sabien Tiels en Amaryllis Temmerman)

### NPO Radio 2 Top 2000
| Nummer met noteringen in de NPO Radio 2 Top 2000 | '99 | '00 | '01 | '02 | '03 | '04  | '05  | '06  | '07  | '08  | '09  | '10  | '11  |
| ------------------------------------------------ | --- | --- | --- | --- | --- | ---- | ---- | ---- | ---- | ---- | ---- | ---- | ---- |
| Ik doe wat ik doe                                | 862 | 702 | 975 | 875 | 969 | 1094 | 1009 | 1425 | 1549 | 1215 | 1932 | 1945 | 1909 |

1. ↑  Een vetgedrukt getal geeft de hoogste notering aan.
2. ↑  Deze tabel is bijgewerkt tot en met de laatst bekende editie (2024).

- International Standard Name Identifier: 0000 0003 8804 0914
- Library of Congress Control Number: nb2019007650
- MusicBrainz: b6ade6fe-7cd9-428c-a1f1-cbc0f33e34b4
- Nederlandse Thesaurus van Auteursnamen: 100097898
- Virtual International Authority File: 281153686